# ファイブホープ
ファイブホープ（1975年3月14日 - 2000年1月8日）は、日本中央競馬会に所属していた競走馬・繁殖牝馬。日高育成牧場出身の抽せん馬で、1978年のオークスを優勝。
馬齢は2000年まで使用されていた旧表記（数え年）を用いる。

## 経歴
父・エイトラックスは1957年生まれのフランス産馬で、現役時は短～中距離を走って9戦3勝。引退後の1962年に日本に輸入され、ファリス系の種牡馬として供用。短距離のスピードと中距離の勝負強さを受け継いだ仔を出し、主な産駒ではファイブホープの他、1967年のオークス2着馬で中京の重賞を2勝したミドリエース、1972年の札幌記念馬・シネマゴーストなどを送り出した。障害の名種牡馬としても知られ、ブゼンサカエ、マウントブゼン、ブゼンエイト、キクノトップランなど多くの名ジャンパーを輩出。ブルードメアサイアーとしても1974年のシンザン記念馬・ナニワライトをはじめ多くの重賞勝ち馬を輩出し、今なお牝系にその名を残している。 

### 戦績
1977年（3歳）9月10日の東京でデビューし、鞍上には横山富雄が据えられた。当日は12頭立ての1番人気に支持され、不良馬場のダート1200m戦を大差勝ちで人気に応えた。2ヶ月の休養を経て、2戦目の11月の3歳抽せん馬特別（300万下）も初の芝で2馬身差の快勝、2連勝で挑んだ12月の中山の12ch3歳牝馬Sは3着に終わる。年が明けて1978年（4歳）は1月の東京の新春4歳牝馬Sから始動し、当日は1番人気に支持される。レースは新馬勝ちの時と同じ不良のダートで行われたが、6着と初めての着外に終わる。その後は梅花賞（600万下）7着、初重賞のクイーンカップ9着と徐々に着順を落としていくが、4月のフラワーカップで10番人気ながら2着と好走すると復調。オークストライアルの4歳牝馬特別・東でも8番人気で3着と好走し、初めてのクラシックとなるオークスに駒を進める。トライアル1、2着のヒロノスキーとサンエムジョオーが1、2番人気で、桜花賞馬のオヤマテスコはトライアルの大敗から評価を下げて離れた3番人気であった。6着のダークロードが4番人気、3着のファイブホープは5番人気であった。レースでは直線半ばで先頭に立つと、人気の2頭の追撃を振り切って優勝。ファイブホープにとって自身唯一の重賞勝利がクラシック競走となり、鞍上の横山は牝馬三冠騎手となる。抽せん馬のオークス制覇は1968年のルピナス以来10年ぶりであり、その後は1991年のイソノルーブルまで13年間も現れなかった。オークス後は夏を休養に当て、ぶっつけでエリザベス女王杯に臨んでリードスワローの8着。その後は10着→13着→13着→13着→11着と4戦連続で2桁着順と大敗を喫し、オークスを翌週に控えた1979年（5歳）5月13日、アルゼンチン共和国杯に出走。このレースで横山はメジロホークに騎乗するため、鞍上を同年フリーになったばかりの田村正光にバトンタッチしたが、全く見せ場のない10頭立ての9着に敗れる。同年引退。

### 引退後
引退後の1980年からは繁殖牝馬となり、24歳となる1999年まで出産を続け、16頭もの産駒を輩出。残した子孫にそれほどの大物は見られなかった。
産駒として牝馬を9頭出産していたが、2021年現在牝系としては継続しているのは1995年生まれのサキノサンサンから続く系譜のみで、唯一繁殖入りしているひ孫のサキノザザは鹿児島で繁殖牝馬として過ごしており細々と今も続いている。

## 競走成績
- 1977年（3戦2勝）
  - 1着 - 3歳抽せん馬特別
  - 3着 - 12ch3歳牝馬ステークス
- 1978年（8戦1勝）
  - 1着 - オークス
  - 2着 - フラワーカップ
  - 3着 - 4歳牝馬特別・東
- 1979年（5戦0勝）

※太字はGI級レース。